# Greg Brkich
Pour les articles homonymes, voir Brkich.
Greg Brkich  (né le 5 décembre 1958) est un homme politique provincial canadien de la Saskatchewan. Il représente à titre de député du Parti saskatchewanais la circonscription d'Arm River de 1999 à 2003, d'Arm River-Watrous de 2003 à 2016 et à nouveau d'Arm River de 2016 à 2020.

## Biographie
Né à Bladworth en Saskatchewan, Brkich entame sa carrière politique en remportant les élections de 1999 dans Arm River, réélu dans Arm River-Watrous en 2003, 2007 et en 2011, il est à nouveau en 2016 dans la nouvelle circonscription de Arm River.
Il est leader du gouvernement à l'Assemblée législative de la Saskatchewan d'août 2017 à août 2019.
Brkich ne se représente par à l'élection de 2020.

### Saskatchewan United Party
En septembre 2024, il est annoncé que Brkich sera candidat du Saskatchewan United Party (en) (SUP) dans la circonscription de Saskatoon Southeast pour l'élection de 2024.